# Hemiceras singuloides
Hemiceras singuloides är en fjärilsart som beskrevs av Dyar 1908. Hemiceras singuloides ingår i släktet Hemiceras och familjen tandspinnare. Inga underarter finns listade i Catalogue of Life.